# Гирич Ігор Борисович
І́гор Бори́сович Ги́рич (нар. 23 вересня 1962, Київ) — київський історик та журналіст. Шеф-редактор журналу «Пам'ятки України: історія та культура» (2011—2015). Фахівець з проблем історії культури та політичної думки, джерелознавства, передусім епістолології, історіографії, зокрема грушевськознавства, липинськознавства, києвознавства. Доктор історичних наук (2015). Член-кореспондент УВАН (США, з 1998), дійсний член НТШ (2005).

## Біографія
У 1979—1983 та 1985—1989 роках — охоронець фондів, молодший науковий співробітник, науковий співробітник, старший науковий співробітник відділу публікації та використання документів ЦДІА УРСР у м. Києві. У 1983—1985 роках служив у лавах Радянської армії. 1987 року закінчив вечірнє відділення історичного факультету Київського державного університету ім. Т. Г. Шевченка.
У 1989—1991 роках — науковий співробітник Археографічної комісії при Інституті історії АН УРСР.
З 1991 року — н. с., з 1996 — с. н. с., з 2002 — зав. відділу джерел з історії України ХІХ — поч. XX ст., зав. сектора грушевськознавства Інституту української археографії та джерелознавства ім. М. С. Грушевського НАН України.
У 1992—1995 роках — головний редактор історичного часопису «Старожитності».
1995 року захистив кандидатську дисертацію за темою «Архів М. Грушевського як джерело для вивчення діяльності визначних постатей українського руху (М. Грушевський, С. Єфремов, В. Липинський, М. Василенко)».
З 1991 року — член Українського історичного товариства, секретар його київського осередку.
З 1996 року — заступник головного редактора журналу «Український історик», зав. редакції історичної літератури у видавництві педагогічної літератури «Ґенеза». У 1999—2001 роках — в. о. головного редактора видавництва «Ґенеза».
У 2001—2002 роках — директор видавництва Львівської богословської академії (нині — Український католицький університет). З 2001 року — відповідальний секретар редколегії 50-томного видання творів М. С. Грушевського, відповідальний секретар редколегії 25-томного видання спадщини В. Липинського. Член редколегії журналів «Пам'ять століть», «Ґенеза», «Пам'ятки України», «Молода нація», «Україна модерна», «Історія в школах України», «Українсько-археографічного щорічника».
У 2011—2015 роках — шеф-редактор журналу «Пам'ятки України».
2015 року захистив докторську дисертацію за темою: «Українська історична та суспільно-політична думка Наддніпрянщини національно-демократичного спрямування (середина ХІХ — початок ХХ століття)».

## Основні праці
- М. Грушевський та І. Франко: До історії взаємин // УІЖ. — 2006. — № 5.
- Публіцистика М. Грушевського на сторінках «Літературно-Наукового Вісника» у 1907—1914 рр. // Грушевський М. С. Твори: У 50-ти т. — Т. 2. — Львів, 2005 (у співавт.).
- Архів А. Жука як джерело для дослідження українського суспільно-політичного життя поч. XX ст. // До джерел: зб. наук. праць на пошану Олега Купчинського з нагоди його 70-річчя. — Львів, 2005.
- Листи В. Липинського до О. Барвінського, М. Вороного, Б. Грінченка, М. Грушевського, В. Доманицького, Д. Донцова, частково В. Дорошенка і А. Жука [підготовка тексту, коментарі] // Липинський В. Листування. — Т. 1. — К., Філадельфія, 2003.
- У тіні В. Липинського (А. Жук як політичний мислитель і дослідник історії визвольного руху) // Молода нація. — 2002. — № 3 (24).
- Щоденник М. Грушевського за 1910 р. // Український Історик. — 2002. — Ч.1/4 (152—155) (у спіавт.).
- М. Грушевський і церква // Український церковний історичний журнал. — 2002. — № 1 (2).
- Політична публіцистика М. Грушевського // Грушевський М. С. Твори: У 50-ти т. — Т. 1. — Львів, 2002.
- Листи В. Липинського до М. Грушевського: Передмова, тексти, коментарі // Листування Михайла Грушевського. Серія: Епістолярні джерела грушевськознавства. — Т. 2. — К., 2001.
- «Народництво» та «державництво» в українській історіографії: проблема змістовного наповнення понять // Молода нація. — Ч. 4. — К., 2000.
- Видання україномовних епістолярних джерел кін. ХІХ — сер. XX ст.: Методичні рекомендації. — К., 2000 (у співавт.).
- М. Грушевський і М. Василенко: До історії творчих контактів // Укр. археогр. щорічник. — Том 3/4. — К., 1999.
- Державницький напрям і народницька школа в українській історіографії (на тлі стосунків М. Грушевського і В. Липинського) // Михайло Грушевський і українська історична наука. — Львів, 1999.
- Київська ідея і українська справа // Пам'ять століть. — 1998. — № 3.
- Організація М. Грушевським археографічного роботи у львівський період життя і діяльності (1894—1914 рр.) // Український історичний журнал. — 1997. — № 1.
- Епістолярна спадщина М. Грушевського: Покажчик до фонду № 1235 у ЦДІА України у м. Києві. — К. : [б. в.], 1996. — 107 с. — (Науково-довідкові видання з історії України ; вип. 39). — ISBN 5-7702-0577-6.
- М. Грушевський і С. Єфремов на тлі суспільно-політичного життя кін. ХІХ — 20-х рр. XX ст. // Український історик. — 1996. — Т. 128—131.
- Між російським і українським берегами: В. І. Вернадський і національне питання, в світлі щоденника 1917—1921 рр. // Mappa Mundi. — Львів, 1996.
- Щоденник М. Грушевського, 1904—1910 рр. // Київська старовина. — 1995. — № 1.
- М. Грушевський та В. Антонович: творчі контакти та суспільно-політичні погляди // Академія пам'яті проф. В. Антоновича. — Вип. 1. — К., 1994.
- До історії ВУАН: М. Грушевський і А. Кримський // Укр. археогр. щорічник. — Вип. 1. — К., 1992 (у співавт.).
- Архів М. Грушевського // Київська старовина. — 1992. — № 1.
- До історії топографії Печерської частини Києва (за матеріалами Київської інженерної команди) [Архівовано 22 жовтня 2016 у Wayback Machine.] // Проблеми історичної географії України. — К., 1991.
- План Києва 1786 г. як історико-топографічне джерело [Архівовано 23 жовтня 2016 у Wayback Machine.] / І. Б. Гирич, Т. Ю. Гирич // Географічний фактор в історичному процесі. — К. : Інститут історії України, 1990. — С. 85.
- Листування М. Грушевського до О. Грушевського // Український історик. — 1991—1992. — Т. 110—115.
- Концептуальні проблеми історії України. — Тернопіль: Навчальна книга-Богдан, 2011. — 224 с. — ISBN 978-966-10-1798-5.
- Історичні причини наших поразок і перемог. [Архівовано 23 березня 2022 у Wayback Machine.] — Львів: ЛА Піраміда, 2011. — 142 с. — ISBN 978-966-441-202-2.
- Між наукою і політикою. Історіографічні студії про вчених-концептуалістів. — Тернопіль: Навчальна книга-Богдан, 2012. — 488 с. — ISBN 978-966-10-2728-1/
- Київ ХІХ-ХХІ: путівник. — К. : Нац. газетно-журнальне вид-во, 2013. — 256 с. — ISBN 978-966-97282-1-0.
- Українська історична та суспільно-політична думка Наддніпрянщини національно-демократичного спрямування (середина ХІХ — початок ХХ століття) [Архівовано 14 травня 2022 у Wayback Machine.]: Автореф. дис. … д-ра іст. наук № 07.00.06 / І. Б. Гирич, 2015. — 34 с.
- Київ: люди і будинки. — К. : Либідь, 2016. — ISBN 978-966-06-0704-0
- Український Київ кінця XIX — початку XX ст.: культурологічний есей / І. Б. Гирич . — Київ: Пенмен, 2017. — 782 + 16 с. ISBN 978-617-7443-12-3
- Гирич, Ігор. Найновіша праця про Михайлівський Золотоверхий монастир / Ігор Гирич // Пам'ятки України. — 1999. — № 1. — С. 176. [Архівовано 23 вересня 2020 у Wayback Machine.]

## Нагороди
- Лауреат відзнаки «Обличчя року — 2020» газети «Культура і життя»[2]
- Лауреат Премії НАН України імені М. С. Грушевського (2020)[3]
- Лауреат Літературно-мистецької премії імені Володимира Самійленка (2025)[4]